# Euonymus laxicymosus
Euonymus laxicymosus är en benvedsväxtart som beskrevs av Ching Yung Cheng och J.S. Ma. Euonymus laxicymosus ingår i släktet Euonymus och familjen Celastraceae. Inga underarter finns listade.